# Perilejeunea granatensis
Perilejeunea granatensis là một loài Rêu trong họ Lejeuneaceae. Loài này được (Stephani) H. Rob. mô tả khoa học đầu tiên năm 1967.